# Mots et expressions du Sud-Ouest de la France
Les mots et expressions du Sud-Ouest de la France sont en grande partie issus de l'occitan, langue parlée sous différentes variantes dialectales (gascon, languedocien, limousin) dans une grande partie de la région; cependant, dans une partie du Sud-Ouest, on parle également basque (Pyrénées-Atlantiques), catalan (Pyrénées-Orientales) ou saintongeais (Charente, Charente-Maritime et une petite partie de la Gironde). Les expressions sont souvent utilisées dans le langage commun. Aussi, beaucoup de personnes nouvellement arrivées dans la région se retrouvent parfois déconcertées lorsque, au milieu d'une conversation en français, les personnes du Sud-Ouest placent des expressions ou des mots parfois incompréhensibles pour un non-averti. Les expressions et mots utilisés dans le langage courant sont répertoriés dans la plupart des dictionnaires publiés par les linguistes régionaux,,,,.
- Haut – A
- B
- C
- D
- E
- F
- G
- H
- I
- J
- K
- L
- M
- N
- O
- P
- Q
- R
- S
- T
- U
- V
- W
- X
- Y
- Z

## Expressions et mots
Abréviations : oc. = occitan ; pron. = prononcé.

### A
- A bisto de nas : au pifomètre (oc. a vista de nas, « à vue de nez »)
- Abouquer : renverser, verser (oc. abocar)
- Adieu ! ou Adiou ! : interjection « Salut ! » (oc. adieu), usitée aussi bien pour aborder quelqu'un que pour en prendre congé
- Adishatz ! : idem (oc. adieu-siatz !, littéralement « à Dieu soyez ! ») ; de nos jours plutôt utilisé (pour le distinguer de Adiou) dans le sens de « Au revoir », « À bientôt », « À plus » (suppose une rencontre sous peu)
- Antchoubi ! ou antchouli ! : exclamation marquant la surprise
- Arranquer : arracher (oc. arrancar)
- Arribère : plaine alluviale d'une rivière (voir aussi : ribère)
- Arrousec : traînard, quelqu'un de lent
- Assemblade : foire typique des Landes de Gascogne
- Astiaou : dégoûtant (oc. hastiau), qualifie également une personne pénible (au sens de « collant », d'« insistant »)
- Atal ou Atau (pron. ataou) : comme ça. Permet d'indiquer une mesure approximative en l'accompagnant d'un geste des mains évoquant la dimension (oc. atal, ainsi). « Il a pesqué un poisson, il était atal ! »
- Atcher : regarder (déformation de l'occitan agachar, regarder)
- Atchouler (s'), atchouffer (s') : tomber sur le cul (oc. acuolar)
- Avé : avec
- Azaguer : sauter dans les flaques d’eau

### B
- Ba pla : va plan, « Ça va bien », peut être aussi posé sous la forme interrogative Bas pla ?, « Tu vas bien ? »
- Bader : 1/ regarder avec curiosité ou intérêt et fascination. ; être dans les nuages, demeurer sans rien faire (oc. badar)
- Baderne : niais, nigaud
- Baloche : fête populaire de village ou de quartier avec bal
- Barjaque : un peu fou
- Barjo : fou
- Bartas : buisson, épineux. (oc. bartàs)
- Bartasser : couper à travers les buissons.
- Baï  : « va ! », n'affecte pas le locuteur. « Bay, advienne que pourra » (oc. vai !)
- Bé : é oh bé ! éh bé, selon l'intonation, marque l'hésitation, l'étonnement, la réprobation
- Bèbe : faire la bèbe, bouder
- Béchigue : le ballon de rugby (origine veishiga, vessie en gascon ; voir aussi panse de porc)
- Bedel : veau (oc. vedèl, pron. \beˈðɛl\ "veau")
- Baï caga, Baï tan caga : pour renvoyer quelqu'un (oc. Vai cagar !, « Va chier ! »)
- Bernard-pudént, bernat-pudént : punaise (la bestiole !) (oc. bernat-pudent)
- Bestiasse : abruti(e), fou (oc. bestiassa)
- Bestiou, bestioulet : nigaud
- Bicouse : mèche de cheveux rebelle
- Birouléger : virevolter (oc. "virolejar")
- Bombasse :  jeune fille, femme (utilisé lorsqu'on n'a pas les mots pour décrire une femme magnifique)
- Bon peu (un ~) : une certaine quantité, assez importante (traduction littérale en occitan "un bon pauc")
- Boudu ! : exclamation et expression de surprise ou d'agacement. "Boudu que calou aujourd'hui", « Bon Dieu qu'il fait chaud aujourd'hui » ; souvent renforcé par le célèbre "boudu con" ! (oc. "bou Diu", « bon Dieu »)
- Bouffarel (l'ange) : nom donné à une personne joufflue. « Regarde-le, on dirait l'ange Bouffarel ! »
- Bouffe : baffe, gifle
- Bougne, bugne : 1/ bosse au front, grosseur, enflure ; 2/ coup, choc.
- Boulard : grosse bille à jouer
- Bouléguer : remuer, mélanger (oc. bolegar, remuer, secouer, agiter, pron. \buleˈga\ "bouléga")
- Bourmal (mettre un) : mettre un coup de poing
- Bournich : maladroit : petit et degourdich, gran estala bournich, « petit et dégourdi », « grand et maladroit »
- Bourmélous, -ouse : morveux, au propre et au figuré
- Bourrier : détritus, ordures ; par extension, le ramassage des ordures (« Le bourrier est passé ») et également la décharge d'ordures (« Je l'ai jeté au bourier »).
- Braguer : rajuster le pan de chemise dans le pantalon
- Brandouiller : branler, bouger
- Branque : fou, barjo
- Brave : un peu bête, idiot.
- Brêle : bon à rien, nul
- Breuguer : discuter, papoter
- Bringue  : fête
- Bringaïre: fêtard
- Bringuer : faire la fête, (on dira aussi « faire la bringue »)
- Bufadou ou bouffadou : soufflet, bâton percé en longueur pour attiser le feu (oc. bufador / bofador)
- Buffe : sexe féminin
- Buffer : souffler (oc. bufar, « souffler », pron. \by'fa\)
- Bugne : un coup
- Bugné : qui a reçu ou qui s'est donné un coup : « Je me suis bugné »

### C
- Cabourd : brute, dingue, une personne qui agit de façon brutale et irréfléchie
- Cagade : (vulg.) chiure ; échec ; rater quelque chose, action très maladroite… « Il a fait une cagade » (oc. cagada)
- Cagadou ou cagatou : wc (oc. cagador)
- Cagagne : 1/ diarrhée ; 2/ blues, cafard, manque de chance
- Cagaïre : emmerdeur (oc. cagaire)
- Cagasse : (vulg.) diarrhée, chiasse (oc. cagassa)
- Caganés (les), cabèches (les) : les toilettes
- Cagnard, cagnàs : grosse chaleur, canicule (oc. canhard)
- Cagne : flemme
- Cagouille : escargot (oc. cagolha)
- Caguer : 1/ chier ; 2/ s'en moquer ; « 'Je n'en ai rien à caguer ! » (oc. cagar)
- Canaillou,  -ne : fripon, -ne (oc. canalhon)
- Caner : crever « je suis cané »
- Cansalade, ventrêche, voire Chingarre ou Xingar (même prononciation) : lard de la poitrine et du ventre du cochon (oc. carnsalada, venstresca)
- Caouèc, -èque : idiot, fou
- Capbourrut : têtu (occitan gascon capborrut, littéralement tête bourrue)
- Cap de mul : tête de mule (oc. cap de mul / cap de mula)
- Cap de porc : tête de porc (oc. cap de pòrc)
- Capèl, capèu, capet : chapeau (oc. capèl et ses variantes dialectales capèu, capet)
- Caquet (avoir du) : avoir du répondant, parler fort, voire être effronté.
- Caquine : crotte de nez
- Carbonade : grillade de cochon (oc. carbonada)'
- Care : honte, « J'ai pris la care devant tout le monde » (oc. cara, visage, face)
- Cascant : sale
- Casquer : dépenser ; donner de l'argent; payer
- Castagne : bagarre (oc. castanha, châtaigne)
- Cepe : couillon, « Dis pas n'importe quoi, grand cepe va »
- Chocolatine : viennoiserie dénommée dans d'autres régions : couque au chocolat, croissant au chocolat, pain au chocolat
- Chou : interjection qui signifie "chut écoute, tais toi, il y a quelque chose" : elle est utilisée pour faire taire et demander le silence complet, généralement pour écouter les bruits d'un événement lointain ou incertain, dans le but de l'identifier et savoir ce qui se passe. (oc. mais très rural ?)
- Chivarnasse : gros coup de poing rotatif.
- Churluper : faire du bruit en absorbant un liquide comme la soupe avec la cuillère
- Cligner, clugner : compter (à cache-cache)
- Clos : crâne : « Je me suis fait mal au clos ! », pron. /klɔs/ (oc. clòsc, coquille, crâne)
- Clouque : poule couveuse (oc. cloca, poule couveuse, poule mère')
- Cluc : sieste. Faire un cluc : faire une sieste.
- Cluques (les) : les lunettes
- Coucougner, coucouner, coucounéjer : dorloter, cajoler
- Couffe : erreur, gaffe
- Couffle : être couffle : avoir trop mangé (oc. confle / cofle, gonflé, repu)
- Couillonnét ou "couillounou" : petit couillon (oc. colhonet / colhonon)
- Couillonner : rouler, arnaquer (oc. colhonar)
- Coustelou, Coustous : morceaux de côtes de porc  (oc. costelon)
- Cramer : brûler. Peut aussi s'employer lorsqu'une personne a perdu contre un adversaire : « Il s'est fait cramer »
- Craque : mensonge. Raconter des craques : raconter des histoires
- Croustade : gâteau de recettes diverses suivant les lieux, le plus souvent tarte aux pommes  (oc. crostada)
- Croustet : le quignon, l'extrémité de la baguette, morceau de pain comportant de la croûte, c'est aussi le petit bout de pain qui traîne après le repas (oc. crostet)
- Cufelle : épluchures, ce qu'on peut mettre dans une poubelle de table
- Cuque : nom que l'on donne à toute sorte d'insectes indéterminés. Aussi personne petite et fluette.
- Cuquet : larve de phrygane qui sert d'appât à la pêche. Diminutif du précédent
- Currou : croupion de volaille
- Cussonné : bois vermoulu, mangé par les vers du bois
- Cussou : 1/ vrillette ou ver du bois ; 2/ au figuré : individu avare ou encore personne replète : « Il est gras comme un cussou ».

### D
- Dailler : oc. dalhar, faucher. « Il me daille », « Il m'embête ». « Ça daille », « C'est embêtant ». En sport c'est aussi un tacle (en foot par exemple on dit, « je me suis fait dailler »). S'emploie aussi me pour une personne qui reçoit une réflexion vexatoire : « il s'est fait dailler ! », ou « quel dail ! » (oc. dalh / dalha, faux à herbe)
- Débalate : fossé
- Débaucher : finir sa journée de travail
- Débraguer : enlever, perdre son pantalon (oc. desbragar, déculotter, débrayer)
- Décaniller :1/ faire tomber d'un seul tir ; 2/ tuer à coup d'arme à feu (gibier, êtres humains)
- Déquiller : 1/ faire tomber, 2/ renverser (oc. desquilhar, abattre), 3/ tuer
- Desempéguer : décoller, dépêtrer (oc. desempegar, lui-même de pegar, poisser, coller)
- Dia : interjection qui marque l'étonnement (« Dia, je n'en crois pas mes oreilles »)
- Digus ou Dégun : personne, Il y a digus ici !, « Il n'y a pas un chat ! »
- Diou biban : exclamation, expression de l'occitan Diu et vivant (pron. bibant, mais comme le disait Scaliger, en Gascogne Vivere est bibere, « Vivre c'est boire »)
- Douille : amende
- Dormir comme un Jésus : dormir profondément (référence au petit Jésus dans la crèche)
- Drôle : enfant (oc. dròlle)

### E
- Eh bé : et ben, « et bien » (oc. e ben)
- Eh bé petit !, Eh bé ho ! : « et ben dis donc ! » (oc. E ben òc ! : « Eh bien oui ! »)
- Embaucher : commencer sa journée de travail
- Emboucaner : 1/ fumer ; 2/ emboucaner une viande ; 3/ se faire embrouiller par une personne (oc. embocanar) 4/ puer
- Embusquer : 1/ entraîner ; 2/ emporter, embarquer
- Empapaouter : arnaquer, rouler
- Empéguer : percuter, « rentrer dedans » (oc. empegar, encoller, coller, poisser)
- Engruner (s') : 1/ se faire très mal – « Je me suis engruné le doigt! » ; 2/ abîmer : « J'ai engruné ma voiture sur un arbre »
- Ensuquer : ennuyer, assommer, endormir (oc. ensucar)
- Escagasser : donner la forme d'une cagasse, abîmer, esquinter, « Je me suis escagassé un doigt » (oc. encagassar)
- Escagasser (s') : tomber brutalement
- Escamper : partir, filer ou jeter, lancer (en Languedoc-Roussillon). « Escampe toi! » ; S'escamper,  fleureter avec beaucoup de conviction. « Il est allé avec sa magnague s'escamper dans les ginestes pour pas qu'on les voie » (oc. s'escampar)
- Escampiller : répandre, éparpiller, semer (oc. escampilhar)
- Escaner (s') : s'étrangler ; s'étouffer, avaler de travers
- Esclaffer : 1/  écraser ; 2/ éclater de rire (oc. esclafar, aplatir, écraser)
- Espanter : épater, étonner et sidérer (oc. espantar)
- Espatarrer (s'), s'espatarailler, s'espanler : tomber de tout son long (oc. espatarrar)
- Espoumper : gonfler, bouffir (oc. espompir)
- Espoutir : écraser (oc. espotir)
- Espoutir (s') : tomber mollement en trébuchant
- Estirgougner : étirer (oc. estirgonhar, tirailler)
- Estoufadis : chose indigeste, difficile à avaler
- Estouféguer : suffoquer (oc. estofegar)
- Estoufignous, -ouse ou Stafignous : se dit d'une personne délicate et maniaque, qui pinaille. Lorsqu'une personne ne veut pas manger le gras du jambon, on dit : « Que tu es stafignous quand même ! ».
- Estourbir : assommer (oc. estorbir, étourdir')
- Estros (prononcer estross) : individu maladroit

### F
(En gascon, le f est remplacé par un h fortement aspiré)
- Fadas, -se : fou, niais (oc. fadàs, -assa)
- Fadorle : quelqu'un d'un peu fou (oc. fadòrla)
- Farci : la farce, et non pas ce qui est farci (oc. farcit, farce)
- Farnac : gros repas, travail ; se mettre au travail : se mettre au farnac
- Farnat : plat non présentable
- Farnous : barbouillé, mal lavé, sale (oc. farnós, barbouillé)
- Fas cagat : commentaire péjoratif (de la locution occitane Fas cagar,  « Tu fais chier »)
- Fatch : Nul, bidon ; « Cette soirée était vraiment fatch » : « Cette soirée était vraiment nulle »)
- Fède : brebis (oc. feda)
- Feignàs, -se : fainéant, -e
- Fenestrou, finestrou : petite fenêtre (oc. fenestron, pron. \fe.nes.tru\ fénéstrou)
- Fénétra ou Férétra : fête foraine qui a lieu au début du Carême (oc. toulousain fenetrà, fête, réjouissance)
- Festegeaïre ou festejaïre, festaïre : celui qui fait la fête ou qui y participe (oc. festejaire)
- Festeger ou festejer : festoyer (oc. festejar)
- Fioulet ou fioulel : sifflet (oc. fiulet)
- Fougasse ou fouace : sorte de pain à croûte molle confectionné avec une pâte levée et lardons grillés (oc. fogassa / foaça)
- Fougner : fouiller
- Foutre en l'air (se) : 1/  tomber, chuter ; 2/ se suicider
- Fouzeguer: fourrer son nez dans les affaires d'autrui
- Francimand, franchimand : terme péjoratif désignant les Français d'expression francophone et non-occitane, soit toutes les régions de France situées au-dessus de la Loire. Ce terme exclut de fait les bretonnants, alsaciens et flamands (oc. francimand / franchimand)
- Freluquet : frêle, fragile
- Friscul ou fresquin ou fraichin : odeur désagréable de l'œuf ou du poulet (odeur de « cru ») qui se dépose sur les couverts, les verres et les assiettes les ayant contenus
- Frisquet ou fresquet : frais. "Fa fresquet" : « Il fait frisquet » (oc. fresquet, frais)
- Friton ou graton : 1/ résidus de viande de porc ou de canard gras ; 2/ le graton est aussi un petit caillou
- Fum (à) : à fond, à toute vitesse. En gascon, dans l'expression "A hum de calhau" : à toute vitesse (littéralement « à fumée de caillou »)

### G
- Gafet,' -te : apprenti ; par extension, jeune enfant
- Gaillac et Rabastens (être entre) : être en fait à Lisle-sur-Tarn , haut lieu des vins gaillacois donc être quelque peu éméché
- Galéjer : exagérer, en racontant n'importe quoi (oc. galejar)
- Galetas : combles, grenier en général
- Ganarre : cuite  (oc. ganarra, ivresse, cuite)
- Gargamelle : gorge, gosier (oc. garga et gargamèla)
- Gavé : trop, beaucoup
- Giscler : jaillir (oc. gisclar)
- Gitane, gitous, gitounes, plus péjoratif gitanas : la méfiance populaire envers les gitans fait désigner ici quelqu'un de mal habillé, pas propre
- Gnac, nom masculin, morsure, coup de dent. Avoir le gnac, avoir le mordant, « la pêche » (oc. nhac, pron. \ɲa'k\ gnak)
- Gnaquer : mordre à pleines dents (oc. nhacar, pron. /ɲa'ka/ gnaka)
- Gonze, gonzesse : individu quelconque (du français gonze / gonzesse)
- Goutéjer : tomber goutte à goutte (oc. gotejar)
- Gouyat, -te : jeune garçon, jeune fille,  adolescent-e. (oc. goiat, -ata / gojat, -ata)
- Grandas, -se : adolescent trop grand pour son âge (oc. grandàs, -assa)
- Gringon: petit houx (ruscus aculeatus)
- Gringonner: balayer (avec un balai fait de brins de gringon) on peut l'entourer d'une gueille humide pour gringonner la souillarde
- Groulle : vieille chaussure (grolle), désigne plus précisément la façon de chausser ses pantoufles en écrasant leurs talons, "sortir en groulles" (oc. grola, vieux soulier, savate, passé dans l’argot parisien à la fin du XIXe siècle par la forme grolle)
- Gueille: morceau de tissu, chiffon, serpillière. À l'origine de l'expression « nez en gueille de bonde » désignant le nez rouge d'une personne qui a trop apprécié le vin rouge, la gueille de bonde était le morceau de tissu qui entourait autrefois les bondes des barriques
- Gueillous: personne vêtue de vieilles gueilles (désignait autrefois un va-nu-pieds ou un SDF), a aussi désigné un chiffonnier (vieilli) qui passait dans les rues en criant « gueilles, ferrailles » et, par extension, une personne qui garde plein de choses abimées, cassées sous prétexte que ça pourra servir.
- Guindoul : sexe masculin. S'emploie aussi comme insulte, à la manière de « tête de bite ». Peut s’écrire « guindoule » dans le nord de l’Aveyron et s’emploie comme une insulte légère à quelqu’un de maladroit ; un aspect affectueux et amical est toutefois conservé dans ce cas.

### H
- Hildépute ! : expression qui, suivant l'intonation, est marquée d'indignation, de surprise, d'énervement (du gascon hilh de puta ! — souvent associé à macarel : hilh de pute macarel , littéralement « fils de pute », mais, en gascon, cette expression perd le caractère vulgaire qu'elle connaît en français, et se rapproche plus de « Nom de Dieu ! » ou de « Oh putain ! »).

### I
- Ingaounaousser : avaler de travers, s'étouffer

### J
- Jaune : pastis
- Jès : abréviation de Jésus employée en exclamation

### L
- Lagagne, -s : chassie, sécrétion visqueuse naturellement produite pendant le sommeil aux coins des yeux (oc. laganha)
- Légagnouse, -s : chassie, sécrétion visqueuse naturellement produite pendant le sommeil aux coins des yeux, synonyme de lagagne (oc. laganhosa, chassieuse)
- Laouzéto : alouette (oc. lauseta / alauseta)
- Lauzet : s'affaler en glissant (vient de la lauze, ardoise, matériau glissant lorsqu'il est mouillé)
- Loufe : pet
- Loufer : péter
- Loungagne : long. personne lente, qui met du temps (oc. longanha)

### M
- Macarel,  macaréou: exclamation de surprise occitane, souvent associée à hilh de pute : Hilh de pute macarel (du gascon macarèl et sa variante macarèu, maquereau)
- Macaniche : exclamation de surprise, euphémisme pour macarel
- Maché : meurtri, en parlant d'une partie du corps (oc. macar)
- Madur : idiot, flasque (oc. madur, mûre)
- Magnac, -gue : 1/ mignon/ne, joli garçon/jolie fille ; 2/ gentil/le (oc. manhac, -aga)
- Maille : exclamation d'étonnement, équivalent à « encore ». « Maille ce truc ! », pron. \maj\ May (oc. mai, plus, encore)
- Main'nant, mainant : maintenant
- Malle : coffre de voiture
- Mandale : immense claque
- Manche : PV. Peut être conjugué : « Je me suis fait mancher »
- Manon (con de) : interjection marquant la bonne ou la mauvaise surprise : « Oh con de manon! », équivalent de « Nom de Dieu ! » ou Noundidiou !
- Marmuser : murmurer, marmonner f (oc. marmusar)
- Mascagner : travailler mal ou avec difficulté, abimer, mal faire (oc. mascanhar, saboter, travailler d'une façon maladroite), également camoufler un travail mal fait
- Mastoc : mal fait peut se dire aussi pour quelque chose d'imposant et dense (« c'est mastoc »)
- Me damne : exclamation de surprise, abréviation de « Dieu me damne ! » (de l'expression typiquement occitane Me damne !)
- Me fas caga ! : « Tu me fais chier ! » (oc. Me fa cagar !)
- Mèfle : interjection équivalente à "merde !" (oc. Mèfi, « Gaffe ! », « Attention ! »)
- Menine : mamie
- Mèque : morve
- Merci pla : merci beaucoup (oc. mercé plan / mercés plan)
- Mescladis, mesclagne : mélange (oc. mescladís / mesclanha)
- Mila diou : « mille dieux ! », expression d’énervement équivalente à bon dieu ! (oc. miladiu !)
- Milledieux  : voir Mila diou
- Mirgue, mirguette : petite souris ; fluet, petit-e, minuscule (oc. mirga, souris, et mirgueta, petite souris)
- Morfale : qui mange avidement
- Morfler : ramasser/recevoir (des coups)
- Moucadou : mouchoir (oc. mocador, pron. \mukadu\ moukadou)
- Mounaque: poupée de chiffon ; à Campan (Hautes-Pyrénées), capitale de la mounaque, elles sont grandeur nature
- Mouner : bouder (oc. monar, faire la moue, grimacer)
- Mouquire: morve (oc. moquira)
- Mouquirous: morveux (oc. moquirós, -osa, morveux, -euse)
- Mourmouner : parler dans sa barbe
- Mournifle : gifle (oc. mornifla)
- Mouscaille : mouche (oc. mosca > moscalha), boue, excréments : « être dans la mouscaille »
- Mouscaillou : petite mouche, moucheron (oc. moscalhon)
- Moussec : morceau de papier servant de projectile
- Moussèg : morsure (oc. mossec)
- Mousséguer : mordre (oc. mossegar)
- Mus : visage ; dans l'expression mus de cul, familier pour une personne ronchonne, faisant la moue (oc. mus, museau)

### N
- Nifler : renifler (oc. niflar)
- Ninou : chéri/e, petit nom amoureux, affectueux : « Bonjour ninou ! » (oc. ninon)
- Noundediou : interjection, « Nom de Dieu ! » (oc. Nom de Diu !)

### O
- Oh con ! : expression de surprise
- Oh anqui !: expression de bordeluche synonyme de « Oh con ! »
- Oreillettes : sorte de gâteau du Mardi-Gras fin et croustillant
- Ouéler : puer

### P
- Palichot, -te : pâlichon
- Pandourel : pan de la chemise (s'emploie quand il dépasse !)
- Paquétas : gros paquet
- Parer : présenter (une assiette par exemple)
- Pas rés : rien (oc. pas res)
- Pas tròp :  pas beaucoup, pas trop, pron. pass tropp (oc. pas tròp)
- Pastaga : pastis (oc. pastaga)
- Patac : coup, choc (oc. patac)
- Patane : patate (oc. patana)
- Patchéguer : toucher, tripoter quelque chose avec les mains
- Pauvrot, -te / pauvret, -te, pauvrine  : pauvre dans le sens de malheureux
- Pec, pegue, pegot, -te, pégas, -se : idiot, insensé
- Pégalou : petit récipient
- Pegou : petit idiot
- Pègue : 1/ colle ; 2/ aussi la salive que l'on pose sur le papier à cigarette avant de le rouler, « mettre de la pègue » (oc. pega)
- Péguer : coller, être gluant (oc. pegar)
- Pégueux, -se : collant, poisseux
- Peillaròt : (vieilli) chiffonnier, à l'origine marcha)nd de peaux de lapin ; le peillaròt passait dans les rues des villes occitanes en gueulant « peillaròtttt »
- Peille, peillot, peyot : peau (de lapin, puis chiffon ; le diminutif -ot ajoute un aspect plus vieux et de moindre importance : « s'habiller comme un peillot » (oc. pelha)
- Pélòi : avorton, miséreux
- Penon à cochon : enclos d'élevage vivrier
- Pénou : petit pied (oc. penon (voir aussi peton)
- Pensi que : « Je pense que » (oc. pensi que, pron. \pɛn'si ke\ pènsi ké)
- Pépiot : cynique, insolent
- Per bézé : « pour voir », s'emploie pour marquer la curiosité
- Périr : se gâter (pour un fruit)
- Pesquer : 1/ pêcher ; 2/ le sens figuré est plus utilisé : attraper quelqu'un ou un objet (oc. pescar)
- Pét : coup
- Pétarel : vélomoteur bruyant (oc. petarèl)
- Pétas : chiffon, torchon (oc. petaç)
- Pétasser : repriser (oc. petaçar)
- Pétassou : cordonnier ou petit chiffon (oc. petaçon)
- Pétoche : peur ; « avoir la pétoche » : « avoir la frousse »
- Peuchère : pas cher/chère, pauvre, pauvrette (oc. pecaire / pechaire)
- Pigne : petit coup, coup de poing
- Pigne: pomme de pin (oc. pinha)
- Pigné : qui a reçu un petit coup/ un impact, « Ma voiture est pignée» (ou bugnée)
- Pignoufle : personne craintive, timide
- Pijoler : rire de bon cœur
- Pinfle : caillou, se dit aussi pour une personne qui reçoit un gros coup (de poing) ou une amende : « J'ai pris un pinfle »
- pinjolu : se dit d'un « pauvre type »
- Pinjo-lung : désigne une chose ou un vêtement qui pend longuement. Expression d'origine occitane (penjar : pendre ; lung : long)
- Pimpanelo : jeune femme rusée, dégourdie (oc. pimpanèla)
- Pinté : ivre (oc. pintat)
- Pinter : boire plus que de raison
- Pintre : peintre, bon à rien (oc. pintre)
- Piot, Piotte n.f. : 1/ dinde ; 2/ (insulte féminine) idiote (oc. piòta, dinde)3/ le piot: l'idiot du village
- Pirol, -ole) : imbécile, idiot (oc. piròl, -ola,  niais, imbécile, simple d'esprit)
- Pissadou : 1/  pot de chambre, urinoir (mot francisé) (oc. pissador, pron. pissadou) ; 2/ grand verre
- Pissagne : urine importante (oc. pissanha, pron. pissagno)
- Pissou : petit pipi en langage enfantin (oc. pisson, pron. \pisu\ pissou)
- Pitchou, -ne : petit, -te (oc. pichon, pron. pitchou)
- Pitchounet, -te : tout petit (oc. pichonet, pron. pitchounett)
- Pitchous (les) : les enfants (oc. pichons, pron. pitchouss)
- Plancarte : pancarte. (oc. plancarda  pancarte, panneau)
- Pla content : très content, très satisfait (oc. plan content, pron. pla counténtt)
- Plâtras : plat ou assiette bien remplis de nourriture, plâtrée
- Plastra : cf. plâtras
- Platas : grand plat (oc. platàs)
- Plier : ranger (« Plie les assiettes dans le buffet »)
- Poche : 1/ sac en plastique ou papier ; 2/ personne qui boit beaucoup et souvent
- Pogne : grosse main (oc. ponh : poing ; ponha : force du poignet, poigne)
- Pompette : ivre (oc. pompar, pomper, s'imprégner d'un liquide)
- Poupe : sein (oc. popa, pron. \'pupɔ\ oupo)
- Poupous : seins
- Pousque : poussière (oc. posca, pron. \'puskɔ\ pousko)
- Poussoussou : avoir les yeux comme des poussoussous, avoir les yeux rouges du matin
- Poutingues : remède, drogue, potion, par extension mauvais remède (oc. potinga, drogue, potion, remède, pron. \[puˈtiŋgo]\ poutingo)
- Poutou : un baiser, se dit souvent pour un bisou affectueux (oc. poton, pron. \pu'tu\ poutou)
- Poutounade : faire plein de bisous à quelqu'un (oc. potonada)
- Poutouner, poutounéjer : donner plein de baisers (oc. potonar)
- Pudent : puant (oc. pudent)
- Putain,pute : particule énonciative soulignant le caractère affirmatif de la phrase

### Q
- Quaouèque : imbécile (oc. cavèca, chouette chevêche, pron. \kaˈwɛkɔ\ en gascon "kawèko")
- Qu'es aquo ? : Qu'est-ce-que c'est ? (de la célèbre locution occitane qu'es aquò ?)
- Quicom : quelque chose, de l'expression Es quicòm aquò ! : « C’est quelque chose, ça ! »  (oc. quicòm, quelque chose, pron. \kiˈkɔn\ kikone)
- Quicom près (à) : « à quelque chose près » (idem, oc. quicòm)

### R
- Rabaler : traîner, lambiner, ramer ; « Il est allé rabaler à Rodez », « Il est allé traîner à Rodez »
- Rafatel : restes (de repas), rab, petite quantité non utilisée ou consommée ; « Ce soir, on mangera le rafatel de midi »
- Raï : commentaire, « C'est pas grave », « Ça fait rien » ; « Le ménage, raï, on le fera demain » (oc. rai !)
- Rampéler : traîner des pieds pour faire quelque chose
- Rascle : vieux vélo, se dit plus généralement d'un vieil objet à peine en état de marche
- Ratchàs, -sse : vraiment radin
- Ratchou : un peu radin
- Rêche : chute
- Repapier : radoter ; repapiéjer, forme augmentative (oc. repapiar)
- Respoussou: "asperge" sauvage
- Ribère : plaine alluviale d'une rivière (voir aussi : arribère)
- Rochelle : mezzanine aménagée dans une pièce à haut plafond
- Rogne, rougne : saleté, crasse (oc. ronhas, balayures, ordures)
- Ronfles : testicules
- Rouméguer : ronchonner (oc. romegar)
- Roupiague : qui ressasse, qui radote, qui répète toujours les mêmes choses
- Rouste : raclée (oc. rosta \ˈrustɔ\, râclée, rossée, passage à tabac)
- Ruque : « avoir la ruque », être de mauvais poil

### S
- Sadoul, -oule / Sadouch : rassasié, -ée ; « J'en ai un sadoul », « J'en ai assez » (oc. sadol, -ola, saôul, -ôule)
- Say : Viens. Say t'ací !, « Viens ici ! » (du gascon) ; interjection souvent employée pour appeler les bêtes (brebis, vaches)
- Souillarde : débarras (oc. solharda) mais aussi adjonction (ou recoin) d'une cuisine ou se trouvait l'évier et où les plats et ustensiles étaient lavés
- Soussouilles : broussailles, buissons piquants de la garrigue
- Sousquer : songer, penser, pousser des soupirs (oc. soscar)
- staffe: bouffée de cigarette, taffe ; « Hé cono ! Fais tirer une staffe »

### T
- Tabanard : brute, qui agit sans réfléchir
- Tabanéger : tourner autour de qq'un ou de quelque chose
- Tafanar, tafanari : fesses
- Taquet : coup sec ;  « au taquet », « à fond »
- Tarabuster : houspiller ; malmener
- Tarin : nez
- Tarpin : beaucoup, trop, très, super.
- Tartagnole : simplet
- Tataragne : araignée et par extension, toiles d'araignée
- Tchaoupiller : tripoter, tâter
- Tchaoupiner : trifouiller, tripatouiller, patauger
- Tchaoupiquer : 1/  pinailler ; 2/ picorer dans un plat de nourriture
- Tchapaïre : goinfre (oc. chapaire)
- Tchaper : 1/ manger abondamment ; 2/ trop ; 3/ discuter (oc. chapar)
- Tcharer : parler, discuter (oc. charrar)
- Tchatche : capacité à tchatcher
- Tchatcher : tcharrer avec volubilité
- Tchi : rien (vient du romani)
- Tchintcher : appliquer quelque chose en tapotant ou en frottant. Vient du pain tchintché qui est une recette de pain frotté à l'ail et à l'huile d'olive; tchintcher avec un pinceau sur des surfaces rugueuses ; peut aussi signifier « faire l'amour ».
- Tchipoter : voir tchaoupiner
- Tchoul : cul (oc. cuol / cuòl)
- Tchouler : comprendre (oc.) "j'ai / il,elle a / t'as /... rien tchoulé" : expression qui exprime son incompréhension à la fin d'un discours, pour dire que ce n'était pas clair.
- Tchourer : voler, dérober (vient du romani)
- Tchucou : sucette (oc. chucon)
- Tchuquer : sucer ; se dit aussi de quelqu'un qui boit trop « Qu'est ce qu'il tchuque ! » (oc. chucar)
- Tè : équivalent de « Tiens ! » (oc. tèn)
- Tèque : un coup ; « recevoir une tèque », « se prendre un coup »
- Tignoùs, -se : « teigneux », entêté, résistant, revêche (oc. tinhós)
- Tissous : se dit de quelqu'un qui attise
- Timboul : fou
- Tranquilou : peinard (occitanisation du français « tranquille » (suffixe -on, pron. /u/ -ou)
- Trapanelle : vieux deux-roues, mobylette usagée, vieille voiture
- Trougne (faire la) : faire la gueule (oc. tronha)
- tuque: courge ou melon sans goût
- Tust : antisèche
- Tuster : copier, tricher (oc. tustar, taper)
- Tuste : zone de végétation négligée (prairie d'herbe haute, sous-bois embroussaillé)
- Tute : 1/ trou d'insecte, terrier, grotte où vit un animal ; 2/ petite maison sans confort
- Tuter : exciter le grillon pour le faire sortir de sa tute (dans les campagnes les enfants s'amusent à faire sortir les grillons de leur abri en y introduisant une herbe par des va-et-vient afin que l'insecte en sorte. Les tricheurs font pipi dans le trou. Les « bestioles » étaient mises dans des cages spéciales, nourries et appréciées pour leur chant. Parfois elles étaient utilisées comme appât pour la pêche).

### U
- Un peu moins : expression visant à inciter son interlocuteur à se calmer

### V
- Vantariol : vantard
- Ventrèche : poitrine de porc
- Virouléjer : tournoyer, virevolter (oc. virolejar)

### Z
- Zou, za, zè : expression d'allégresse (oc. zo !, pron. /zu/ "zou")